# Оксия (диакритический знак)
Окси́я (острое ударение; др.-греч. ὀξεῖα, от ὀξύς «острый; высокий, тонкий») — надстрочный диакритический знак древнегреческой письменности. Обозначает высокий или восходящий тон. В латинице оксия соответствует диакритическому знаку «акута» (лат. accentus acutus).

## Грамматика
Оксия может стоять на одном из трёх последних слогов, причём на третьем слоге от конца — только в случае краткости гласного последнего слога: αὐτός «сам», ᾰ̓δελφός «брат», παρθένος «дева», γέρᾰνος «журавль». Если гласный последнего слога удлиняется, то оксия с третьего от конца слога переходит на предпоследний: γέρανος → γεράνου.

## Тонос
В новогреческом языке музыкальное ударение утрачено и аналогичным или схожим (в зависимости от выбора шрифта) внешне знаком является то́нос (греч. τόνος), которым последовательно отмечается ударение во всех многосложных словах.

## Юникод
Древнегреческие буквы с оксией находятся в блоке Юникода «Расширенное греческое письмо» (англ. Greek Extended), а новогреческие буквы с тоносом — в блоке «Греческое и коптское письмо» (англ. Greek and Coptic). Внешне данные символы выглядят идентично. Изолированный символ кодируется как U+0384 ΄ greek tonos или U+1FFD ´ greek oxia.
В проектах Викимедиа (Википедии, Викисловаре и других) символы с оксией при вводе автоматически заменяются на символы с тоносом в рамках нормализации Юникода. Например, U+1F7D ώ greek small letter omega with oxia → U+03CE ώ greek small letter omega with tonos, U+1FE3 ΰ greek small letter upsilon with dialytika and oxia → U+03B0 ΰ greek small letter upsilon with dialytika and tonos и т. д.